# Sinarlaut
Sinarlaut is een bestuurslaag in het regentschap Cianjur van de provincie West-Java, Indonesië. Sinarlaut telt 5784 inwoners (volkstelling 2010).